# 田島高宏
田島 高宏（たじま たかひろ、1978年6月8日 - ）は、日本のヴァイオリニスト。札幌交響楽団コンサートマスター。

## 来歴・人物
宮城県仙台市出身。クラシック音楽が好きだった母親に勧められ、4歳よりヴァイオリンの演奏を始める。
中学2年の時に小澤征爾の著書『僕の音楽武者修行』を読んだことがきっかけで本格的に音楽の道を志し、和波孝禧に師事。
桐朋女子高等学校音楽科、桐朋学園大学へ進学し、引き続き和波の教えを受けた。
大学卒業後2001年4月から2004年3月にかけて札幌交響楽団でコンサートマスターを務める。
同楽団退団後ドイツ・フライブルク音楽大学へ留学し、ライナー・クスマウルに師事。
2006年7月に同大学を卒業。2008年から2014年まで北西ドイツ・フィルハーモニー管弦楽団第１コンサートマスターを務める。2014年9月から札幌交響楽団コンサートマスターに復帰。
趣味はプロレス観戦と旅行（とくに鉄道旅行）。

## 入賞
- 第49回全日本学生コンクール奨励賞[2]
- よこすかベイサイドポケット音楽コンクール弦楽器部門第2位（2000年）[2]
- 第10回日本室内楽コンクール第2位（2000年）[2]